# Douce France (film, 1995)
Pour les articles homonymes, voir Douce France.
Pour plus de détails, voir Fiche technique et Distribution.
Douce France est un film français de Malik Chibane réalisé en 1995.

## Synopsis
Jean-Luc et Moussa, deux amis vivant en Seine-Saint-Denis, ont chacun leur ambition: Jean-Luc voudrait ouvrir son cabinet d'avocat, Moussa son propre café. Un jour qu'ils se trouvent dans le tramway, ils sont témoins d'un vol de bijouterie. Le voleur se débarrasse de son butin dans une poubelle avant d'être interpelé par la police. Les deux amis repèrent la poubelle et s'emparent de ce précieux magot constituant un investissement de départ pour leurs rêves. Moussa rachète un café, Jean-Luc installe son « cabinet » dans un réduit du café uniquement séparé de la salle par un rideau. Le tout au milieu d'une banlieue parisienne, avec ses habitants, ses communautés, ses bonheurs et ses problèmes...

## Fiche technique
- Réalisation : Malik Chibane
- Scénario : Malik Chibane
- Musique : Ricardo Serra
- Année : 1995
- Pays :  France
- Genre : comédie dramatique
- Date de sortie en salles en France : 22 novembre 1995

## Distribution
- Frédéric Diefenthal : Jean-Luc
- Hakim Sarahoui : Moussa
- Lionel Abelanski : Le Vendeur
- Saïda Bekkouche : Mère Malouf
- Fadila Belkebla : Farida
- Mahmoud Benyacoub : Père Benchaick
- Abder El Kebir : Père Malouf
- Zina Elm'Barki : La Coiffeuse
- Pierre Forest : L'inspecteur
- Jean Grécault : Le Guichetier
- Seloua Hamse : Souad
- Muriel Huster : Directrice du Centre Social
- Nadia Kaci : Myssad
- Malek Kateb : Propriétaire du café
- Nacer Lazizi : Nacer
- Yves Le Moign' : L'Architecte
- Rachida Mazit : La Femme du Client
- Redouane Menahbi : Le Percepteur
- Jean-Jacques Moreau : Le Gardien
- Antonio Olivares : Le Receleur
- Mohamed Ourdache : L'imam
- Isabelle Petit-Jacques : La Gardienne
- Elisabeth Rodriguez : La Serveuse
- Rachid Bouafia : Client Kabyle
- Driss El Haddaoui : Le Client
- Jean-Luc Abel : Policier municipal 1
- Christian Zanetti : Policier municipal 2

## Autour du film
- Le film dépeint la vie d'une banlieue française, avec des problématiques déjà présentes en 1995 : le port du hijab (voile religieux de l'Islam), le sort des Harkis, le brassage des communautés, les lieux de prière (avec la question de la présence de minaret sur les mosquées), le mariage de convenance, ou encore la nourriture religieuse musulmane halal.